# Salome Reiser
Salome Reiser (* 26. September 1965 in Dossenheim; † 16. Dezember 2014 in Oberaudorf) war eine deutsche Musikwissenschaftlerin.

## Leben
Salome Reiser studierte Musikwissenschaft, Philosophie sowie Lateinische Philologie des Mittelalters und der Neuzeit an den Universitäten Heidelberg (bei Ludwig Finscher) und Wien. Mit einer Arbeit über Franz Schuberts Streichquartette wurde sie in Heidelberg promoviert.
Ihre berufliche Laufbahn begann sie bei der Brahms-Gesamtausgabe an der Universität Kiel. Anschließend wechselte sie zur Leipziger Mendelssohn-Ausgabe. Im März 2011 wurde sie Editionsleiterin der Gesamtausgabe von Richard Strauss und nahm ihre Arbeit an der Ludwig-Maximilians-Universität in München auf.
Salome Reiser arbeitete eng mit den Verlagen Bärenreiter, Breitkopf & Härtel, Carus, Henle zusammen.
Die von Reiser vorbereitete Edition der Oper Salome – auch in der fast unbekannten französischen Fassung – sollte als erster Band der neuen Gesamtausgabe erscheinen. 
Sie starb mit 49 Jahren an Krebs.

## Veröffentlichungen (Auswahl)
- Franz Schuberts frühe Streichquartette. Eine klassische Gattung am Beginn einer nachklassischen Zeit. Kassel Bärenreiter, 1999.

## Editionen (Auswahl)
- Streichquartette: c-Moll opus 51, Nr. 1, a-Moll opus 51, Nr. 2, B-Dur opus 67 von Johannes Brahms. Hrsg. von Salome Reiser. München : Henle, c 2004. Neue Ausgabe sämtlicher Werke / Johannes Brahms: Serie 2, Kammermusik; 3
- Soldatenliebschaft. Komisches Singspiel in einem Akt von Felix Mendelssohn Bartholdy. Hrsg. von Salome Reiser. Leipziger Ausgabe der Werke von Felix Mendelssohn Bartholdy hrsg. von der Sächsischen Akademie der Wissenschaften zu Leipzig. Ser. 5, Bühnenwerke, Musik zu Schauspielen; 2. Wiesbaden, Breitkopf & Härtel, 2006. Vorwort und Einleitung in dt. und engl. Sprache, Kritischer Bericht in dt. Sprache.